# 山崎あおい
山崎 あおい（やまざき あおい、1993年8月28日 - ）は、日本の女性シンガーソングライター。北海道札幌市出身。2017年までヤマハミュージックエンタテインメントホールディングスに所属。オフィシャルファンクラブは「わさび部」で、2017年10月からは株式会社SKIYAKIが運営。2022年よりB ZONEに所属。

## 来歴
YUIに憧れたのがきっかけで中学1年でギターを弾き始め、翌年から近所のギター教室に通い出す。14歳から曲作りも始める。
2008年、中学校3年生のときに部活を引退した後、ヤマハ音楽振興会などが主催する23歳以下を対象とした若手アマ音楽コンテスト、第2回Music Revolutionに出場、オリジナル曲の「秒速50メートル」を披露する。しかし、全国大会までは行けなかった。
2009年、札幌南高校へ進学後、第3回Music Revolutionの北海道地区代表に選ばれ、全国大会となるJAPAN FINALに進出。同年12月6日、16組が争った決勝では、ギターの弾き語りでオリジナル曲「ユメノナカ」を歌い、グランプリと特別審査員賞をダブル受賞した。特別審査員の秋元康は、詞やメロディーを高く評価しつつも、「（歌唱は）もっと良くなると思う」と講評した。
受賞後は、高校に通いながら札幌市内や東京でソロやバンドのライブ活動を続け、月2回程度上京し、ボイストレーニングに励んだ。
2010年4月、NHK札幌放送局制作の「フレッシャーズキャンペーン」のミニドラマのテーマ曲として「強くなる人」が選ばれた。同年6月、NHKワンセグ2で放映されたミニドラマ「夢に向かってがんばるきみへ」のテーマ曲として「Retrial」が選ばれた。
2011年1月、さっぽろ地下街40周年記念事業のため、オリジナル曲「ツナガル」を書き下ろし。40周年記念イベントの一つとして1月2日、地下街のオーロラプラザで、山崎がギターでお披露目した曲のリズムに合わせ、札幌南高校の書道部員7人が横6m、縦1.5mの大きな用紙に歌詞の一部を大筆で書き上げる書き初めパフォーマンスを行った。「ツナガル」は2012年3月1日、自主制作CDとして発売されている。
2012年4月、札幌南高校を卒業し、慶應義塾大学環境情報学部へ進学。
2012年8月22日、ビクターエンタテインメントよりアルバム『ツナガル』でメジャーデビューする。
2014年11月、同じ北海道出身の住岡梨奈と『ACOUSTIC LIVE 2014秋 「one×one」』でツーマンランブを開催。

## 人物
- 小学6年生の時、経験者である母親の勧めもあってギターを買ったが、ほとんど触っていなかった。しかし、中学1年生の時にYUI主演の映画『タイヨウのうた』を観て劇中でギターを弾きながら歌う彼女に憧れ、練習するようになった[5]。
- 中学・高校とテニス部に所属し、音楽は趣味程度だったが、中学3年生の時に出場したオーディションで手ごたえを掴み、気持ちは完全に音楽に移った[5]。
- 中学3年で曲作りを始め、札幌南高校入学後、札幌市内でソロとバンドを並行してライブを行うようになる[6]。他校の仲間と組んだバンドでは、ボーカルとギターを担当した[10]。
- 公式サイトにて、元々好きな異性のタイプは「頭の良い人」と公開していたが、最近は「目立たなくて地味な人」とタイプが変わった。
- AKB48のファンで、中でも9期生、特に島崎遥香を推しメンに挙げている[16][17]。中村麻里子とは、プライベートでも交遊を持つ[18]。新山詩織とも食事に行くなどの交友関係がある[19][20]。
- コーヒーと炭酸飲料が苦手。

## 楽曲
ヤマハの佐々木剛は、山崎の楽曲について「彼女は10代らしい日常を生き、等身大と言われる音楽を生んできた」と語っている。受賞曲「ユメノナカ」も、等身大の女の子が抱く素直な気持ちを表現している。

## 作品

### 配信シングル
| 配信日         | タイトル             |
| -------------- | -------------------- |
| 2018年8月22日  | 遠距離トレイン       |
| 2018年10月10日 | 鯖鯖                 |
| 2018年11月7日  | アイソレイト         |
| 2019年2月13日  | hey!/バイバイ        |
| 2019年8月21日  | さよならセンチメント |
| 2019年11月27日 | ivy                  |
| 2020年3月11日  | 0314                 |
| 2021年8月25日  | まっさら             |
| 2021年10月13日 | I'm yours            |
| 2021年11月24日 | サボタージュ         |
| 2022年8月17日  | 青い記念日           |
| 2022年8月23日  | Connected            |

### 参加作品
| 作品                              | 発売日 （レーベル）                             | 規格         | 参加曲   |
| --------------------------------- | ----------------------------------------------- | ------------ | -------- |
| アオハライド “MUSIC RIDE”         | 2014年12月10日発売 （エピックレコードジャパン） | CD           | 恋の予感 |
| 新山詩織 Free feat.ヤマザキアオイ | 2022年9月29日発売 （ビーイング）                | 配信シングル |          |

### 楽曲提供
| 発売日         | アーティスト                                      | タイトル                                                                              | 規格品番 （レーベル）                                   | 提供曲 |
| -------------- | ------------------------------------------------- | ------------------------------------------------------------------------------------- | ------------------------------------------------------- | --- |
| 2015年6月17日  | 安倍なつみ                                        | Dreams                                                                                | UFCW-1101 （アップフロントワークス）                    | 嘘つき （作詞・作曲）                                                                                          |
| 2016年1月6日   | ベイビーレイズJAPAN                               | 走れ、走れ                                                                            | PCCA-04308 （ポニーキャニオン）                         | ストレス （作詞・作曲）                                                                                        |
| 2017年11月21日 | むすびズム                                        | 恋の戦士 （B盤）                                                                      | FPJ-60009 (FUJIYAMA PROJECT JAPAN)                      | 確信のフライデー （作詞）                                                                                      |
| 2017年11月22日 | チェルカブロウ                                    | MUTSUAI DRIVE                                                                         | 配信限定                                                | MUTSUAI DRIVE （作詞。近藤ひさしと共作）                                                                       |
| 2018年5月9日   | アンジュルム                                      | 泣けないぜ…共感詐欺/ Uraha=Lover/ 君だけじゃないさ…friends (2018アコースティックVer.) | HKCN-50553 (hachama/UP-FRONT WORKS)                     | 泣けないぜ…共感詐欺 （作詞・作曲）                                                                             |
| 2018年5月9日   | アンジュルム                                      | 泣けないぜ…共感詐欺/ Uraha=Lover/ 君だけじゃないさ…friends (2018アコースティックVer.) | HKCN-50553 (hachama/UP-FRONT WORKS)                     | Uraha=Lover （作詞・作曲）                                                                                     |
| 2018年6月6日   | 鈴木愛理                                          | Do me a favor                                                                         | EPCE-7406 (zetima/UP-FRONT WORKS)                       | 君の好きなひと （作詞・作曲）                                                                                  |
| 2018年7月11日  | ハロプロ研修生北海道 feat. 稲場愛香               | ハンコウキ!/ Ice day Party                                                            | UFCW-1131 (UP-FRONT WORKS)                              | ハンコウキ! （作詞・作曲）                                                                                     |
| 2019年2月13日  | Juice=Juice                                       | 微炭酸/ ポツリと/ Good bye & Good luck!                                               | HKCN-50580 (hachama/UP-FRONT WORKS)                     | 微炭酸 （作詞）                                                                                                |
| 2019年2月20日  | NMB48                                             | 床の間正座娘                                                                          | YRCS-90160-4 （よしもとミュージックエンタテインメント） | 甘い妄想 （作曲）                                                                                              |
| 2019年6月5日   | Juice=Juice                                       | 「ひとりで生きられそう」って それってねえ、褒めているの?/ 25歳永遠説                  | HKCN-50610 (hachama/UP-FRONT WORKS)                     | 「ひとりで生きられそう」って それってねえ、褒めているの? （作詞・作曲）                                        |
| 2019年6月23日  | えのぐ                                            | Brand new stage / YeLL for Dear                                                       | 配信限定                                                | YeLL for Dear （作詞）                                                                                         |
| 2019年8月24日  | カントリー・ガールズ                              | One Summer Night 〜真夏の決心〜/ 夏色のパレット                                       | 配信限定 (UP-FRONT WORKS)                               | 夏色のパレット （作詞・作曲）                                                                                  |
| 2019年9月4日   | 鈴木愛理                                          | Escape                                                                                | EPCE-7513 (zetima/UP-FRONT WORKS)                       | 私の右側 (Sound Inn 'S' Version) （作詞・作曲。鈴木愛理と共作）                                                |
| 2019年10月9日  | カレッジ・コスモス                                | 幸せのありかはどちらですか/ わたし革命                                                | EPCE-7522 (zetima/UP-FRONT WORKS)                       | 幸せのありかはどちらですか （作詞・作曲）                                                                      |
| 2019年12月18日 | 鈴木愛理                                          | i                                                                                     | EPCE-7553 (zetima/UP-FRONT WORKS)                       | ハナウタ （作詞・作曲。鈴木愛理と共作）                                                                        |
| 2019年12月18日 | 鈴木愛理                                          | i                                                                                     | EPCE-7553 (zetima/UP-FRONT WORKS)                       | 気まぐれ （作詞・作曲。鈴木愛理と共作）                                                                        |
| 2019年12月18日 | 鈴木愛理                                          | i                                                                                     | EPCE-7553 (zetima/UP-FRONT WORKS)                       | パラレルデート （作詞・作曲。鈴木愛理と共作）                                                                  |
| 2019年12月18日 | 鈴木愛理                                          | i                                                                                     | EPCE-7553 (zetima/UP-FRONT WORKS)                       | 私の右側 （宅録うた version） （作詞・作曲。鈴木愛理と共作）                                                   |
| 2020年4月1日   | Juice=Juice                                       | ポップミュージック/ 好きって言ってよ                                                  | HKCN-50630 (hachama/UP-FRONT WORKS)                     | 好きって言ってよ （作詞・作曲）                                                                                |
| 2020年7月15日  | 金澤朋子                                          | 金澤朋子 LIVE 2020 ～Rose Quartz～                                                    | UFBW-1647 (UP-FRONT WORKS)                              | このまま大人になっちゃうのかな （作詞・作曲）                                                                  |
| 2020年8月1日   | 鈴木愛理                                          | きみにだけ人見知り (Home Demo ver.)                                                   | 配信限定 (UP-FRONT WORKS)                               | きみにだけ人見知り (Home Demo ver.) （作詞・作曲。鈴木愛理と共作）                                             |
| 2020年10月20日 | アップアップガールズ（2）                         | どのみちハッピー!/ 雨に唄えば/ 愛について考えるよ/ エンドロール                       | TPRC-0262 (T-Palette Records)                           | どのみちハッピー! （作詞）                                                                                     |
| 2020年10月30日 | DEEP SQUAD                                        | Good Love Your Love                                                                   | 配信限定 (Sony Music Associated Records)                | Good Love Your Love （作詞・作曲。作詞はセリザワケイコと共作）                                                 |
| 2020年12月23日 | 超ときめき♡宣伝部                                 | ときめきがすべて                                                                      | AVCD-96617 (avex trax)                                  | さくら燦々 （作詞・作曲）                                                                                      |
| 2021年3月3日   | 吉野裕行                                          | カタシグレ                                                                            | LACA-15867 (Kiramune)                                   | プレイヤー （作詞・作曲）                                                                                      |
| 2021年3月17日  | ジャニーズWEST                                    | rainboW                                                                               | JECN-0630 （ジャニーズ・エンタテイメント）              | 想イ、フワリ （作詞）                                                                                          |
| 2021年4月28日  | Juice=Juice                                       | DOWN TOWN/ がんばれないよ                                                             | HKCN-50646 (hachama/UP-FRONT WORKS)                     | がんばれないよ （作詞）                                                                                        |
| 2021年5月26日  | 齊藤京子（日向坂46）                              | 君しか勝たん                                                                          | 特典映像収録曲                                          | 死んじゃうくらい、抱きしめて。 （作詞）                                                                        |
| 2021年5月26日  | 東村芽依（日向坂46）                              | 君しか勝たん                                                                          | 特典映像収録曲                                          | わたしはねこ （作詞）                                                                                          |
| 2021年6月23日  | アンジュルム                                      | はっきりしようぜ/ 泳げないMermaid/ 愛されルート A or B?                               | hachama/UP-FRONT WORKS)                                 | 愛されルート A or B? （作詞）                                                                                  |
| 2021年6月17日  | 鈴木愛理                                          | Be Brave                                                                              | 配信限定 (UP-FRONT WORKS)                               | Be Brave （作詞・作曲・編曲。宮本將行・hasieと共編曲）                                                         |
| 2021年9月29日  | ハロプロ研修生ユニット                            | 3-STARS                                                                               | UFCW-1155 （UP-FRONT WORKS）                            | ミステイク （作詞）                                                                                            |
| 2021年11月17日 | つばきファクトリー                                | 涙のヒロイン降板劇/ ガラクタDIAMOND/ 約束・連絡・記念日                               | EPCE-7635 (zetima/UP-FRONT WORKS)                       | 涙のヒロイン降板劇 （作詞）                                                                                    |
| 2021年12月1日  | 宮本佳林                                          | どうして僕らにはやる気がないのか(2021)/ 氷点下/ 規格外のロマンス                      | HKCN-50667 (hachama/UP-FRONT WORKS)                     | 氷点下 （作詞・作曲）                                                                                          |
| 2022年4月20日  | Juice=Juice                                       | terzo                                                                                 | HKCN-50712 (hachama/UP-FRONT WORKS)                     | POPPIN' LOVE （作詞）                                                                                          |
| 2022年5月11日  | アンジュルム                                      | 愛・魔性/ ハデにやっちゃいな!/ 愛すべきべき Human Life                                | HKCN-50700 (hachama/UP-FRONT WORKS)                     | ハデにやっちゃいな! （作詞・作曲）                                                                             |
| 2022年6月22日  | 宮本佳林                                          | なんてったって I Love You/ ハウリング （通常盤B）                                     | HKCN-50726 (hachama/UP-FRONT WORKS)                     | 氷点下 (2019) （作詞・作曲）                                                                                   |
| 2022年6月29日  | つばきファクトリー                                | アドレナリン・ダメ/ 弱さじゃないよ、恋は/ アイドル天職音頭                            | EPCE-7684 (zetima/UP-FRONT WORKS)                       | 弱さじゃないよ、恋は （作詞）                                                                                  |
| 2022年8月3日   | ジャニーズWEST                                    | 星の雨                                                                                | JECN-0700 （ジャニーズ・エンタテイメント）              | サマーレイン （作詞）                                                                                          |
| 2022年9月21日  | 鈴木愛理                                          | Pink Shadow (ANIMALS Ver.)                                                            | 配信限定 (UP-FRONT WORKS)                               | Pink Shadow (ANIMALS Ver.) （作詞・作曲）                                                                      |
| 2022年9月28日  | BEYOOOOONDS                                       | BEYOOOOO2NDS                                                                          | EPCE-7702 (zetima/UP-FRONT WORKS)                       | Never Never Know ～コメ派とパン派のラブウォーズ～ （作詞・作曲・編曲。ヒロキ（リリィ、さよなら。）と共作詞曲） |
| 2022年10月12日 | 宮本佳林                                          | ヒトリトイロ                                                                          | HKCN-50727 (hachama/UP-FRONT WORKS)                     | イイオンナごっこ （作詞・作曲）                                                                                |
| 2022年11月23日 | Juice=Juice                                       | 全部賭けてGO!!/ イニミニマニモ ～恋のライバル宣言～                                   | HKCN-50742 (hachama/UP-FRONT WORKS)                     | イニミニマニモ ～恋のライバル宣言～ （作詞）                                                                   |
| 2023年3月9日   | 犬吠埼紫杏（CV: 長谷川玲奈）                      | Tokyo Bug Night (feat. Moe Shop)                                                      | 配信限定 (ASOBINOTES)                                   | Tokyo Bug Night (feat. Moe Shop)（作詞）                                                                       |
| 2023年3月22日  | アンジュルム （佐々木莉佳子・上國料萌衣・川名凜） | BIG LOVE                                                                              | HKCN-50750 (hachama/UP-FRONT WORKS)                     | Top! （作詞・作曲・編曲）                                                                                      |
| 2023年6月30日  | 岡咲美保                                          | Maybeヒロイン                                                                         | 配信限定 (KING AMUSEMENT CREATIVE)                      | Maybeヒロイン（作詞）                                                                                          |
| 2023年7月12日  | Juice=Juice                                       | プライド・ブライト/ FUNKY FLUSHIN'                                                    | HKCN-50766 (hachama/UP-FRONT WORKS)                     | プライド・ブライト （作詞・作曲）                                                                              |
| 2023年9月27日  | つばきファクトリー                                | 勇気 It's my Life!/ 妄想だけならフリーダム/ でも…いいよ                               | EPCE-7777 (zetima/UP-FRONT WORKS)                       | 勇気 It's my Life! （作詞）                                                                                    |
| 2023年12月13日 | アンジュルム                                      | RED LINE/ ライフ イズ ビューティフル!                                                 | HKCN-50785 (hachama/UP-FRONT WORKS)                     | RED LINE （作詞・作曲）                                                                                        |
| 2024年1月10日  | OCHA NORMA                                        | CHAnnel #1                                                                            | EPCE-7812 (zetima/UP-FRONT WORKS)                       | ミステイク (OCHA NORMA Ver.) （作詞）                                                                          |
| 2024年1月10日  | OCHA NORMA                                        | CHAnnel #1                                                                            | EPCE-7812 (zetima/UP-FRONT WORKS)                       | なんだかんだエヴリデー! （作詞・作曲）                                                                         |
| 2024年1月10日  | OCHA NORMA                                        | CHAnnel #1                                                                            | EPCE-7812 (zetima/UP-FRONT WORKS)                       | 今じゃなきゃ、君じゃなきゃ （作詞）                                                                            |
| 2024年2月14日  | GOODM!X                                           | カモン・ミックス!                                                                     | 配信限定 (UP-FRONT WORKS)                               | カモン・ミックス! （作詞・作曲）                                                                               |
| 2024年2月21日  | つばきファクトリー                                | 3rd -Moment-                                                                          | EPCE-7820 (zetima/UP-FRONT WORKS)                       | 七分咲きのつづき （作詞）                                                                                      |
| 2024年2月21日  | つばきファクトリー                                | 3rd -Moment-                                                                          | EPCE-7820 (zetima/UP-FRONT WORKS)                       | 雨宿りのエピローグ （作詞）                                                                                    |
| 2024年4月10日  | FRUITS ZIPPER                                     | NEW KAWAII                                                                            | KLF-10001 （ASOBIMUSIC）                                | BABY I LOVED （作詞・作曲・TANUKIと共編曲）                                                                    |
| 2024年4月17日  | 超特急                                            | Just like 超特急                                                                      | UPCH-2266 (ユニバーサルミュージック)                    | MEMORIAる （作詞）                                                                                             |
| 2024年4月23日  | タイトル未定                                      | 桜味                                                                                  | 配信限定 (TSUIMA.inc)                                   | 桜味 （作詞・作曲）                                                                                            |
| 2024年5月11日  | 夢喰NEON                                          | 口が裂けても言えない                                                                  | 配信限定 (RINDO Entertainment)                          | 口が裂けても言えない （作詞・作曲）                                                                            |
| 2024年5月15日  | Juice=Juice                                       | トウキョウ・ブラー/ ナイモノラブ/ おあいこ                                            | HKCN-50793 (hachama/UP-FRONT WORKS)                     | トウキョウ・ブラー （作詞）                                                                                    |
| 2024年5月15日  | Juice=Juice                                       | トウキョウ・ブラー/ ナイモノラブ/ おあいこ                                            | HKCN-50793 (hachama/UP-FRONT WORKS)                     | Brilliance of memories （作詞・作曲）                                                                          |
| 2024年6月12日  | アンジュルム                                      | 美々たる一撃/ うわさのナルシー/ THANK YOU, HELLO GOOD BYE                             | HKCN-50807 (hachama/UP-FRONT WORKS)                     | 美々たる一撃 （作詞）                                                                                          |
| 2024年8月28日  | つばきファクトリー                                | ベイビースパイダー/ 青春エクサバイト/ 鼓動OK?                                         | EPCE-7856 (zetima/UP-FRONT WORKS)                       | 青春エクサバイト （作詞）                                                                                      |
| 2024年9月11日  | OCHA NORMA                                        | ちはやぶる/ 友達天体図                                                                | EPCE-7867 (zetima/UP-FRONT WORKS)                       | 友達天体図 （作曲）                                                                                            |
| 2024年11月13日 | アンジュルム                                      | 初恋、花冷え/ 悠々閑々 gonna be alright                                               | HKCN-50818 (hachama/UP-FRONT WORKS)                     | 初恋、花冷え （作詞）                                                                                          |
| 2024年11月13日 | アンジュルム                                      | 初恋、花冷え/ 悠々閑々 gonna be alright                                               | HKCN-50818 (hachama/UP-FRONT WORKS)                     | うれしいのにね、泣けちゃうわ （作詞）                                                                          |
| 2025年2月14日  | GOODM!X PREMIUM                                   | ワタシ・プレミアム                                                                    | 配信限定 (UP-FRONT WORKS)                               | ワタシ・プレミアム （作詞・作曲。星部ショウと共作）                                                            |
| 2025年3月19日  | ロージークロニクル                                | へいらっしゃい!〜ニッポンで会いましょう〜/ ウブとズル                                 | EPCE-7909 (zetima/UP-FRONT WORKS)                       | へいらっしゃい!～ニッポンで会いましょう～ （作詞）                                                             |
| 2025年3月19日  | ロージークロニクル                                | へいらっしゃい!〜ニッポンで会いましょう〜/ ウブとズル                                 | EPCE-7909 (zetima/UP-FRONT WORKS)                       | 未来ハジマリ （作詞）                                                                                          |
| 2025年4月23日  | 譜久村聖                                          | ロングラブレター/ アニバーサリーはいらない                                            | EPCE-7918 (zetima/UP-FRONT WORKS)                       | 私のためのハイヒール （作詞）                                                                                  |
| 2025年4月23日  | 譜久村聖                                          | ロングラブレター/ アニバーサリーはいらない                                            | EPCE-7918 (zetima/UP-FRONT WORKS)                       | 窓辺のダンデライオン （作詞）                                                                                  |
| 2025年6月4日   | つばきファクトリー                                | My Days for You/ 悲しみがとまらない                                                   | EPCE-7926 (zetima/UP-FRONT WORKS)                       | 大好きなのに、大好きだから （作詞）                                                                            |
| 2025年8月27日  | OCHA NORMA                                        | 女の愛想は武器じゃない/ 学校では教えてくれないこと                                    | EPCE-7950 (zetima/UP-FRONT WORKS)                       | 女の愛想は武器じゃない （作詞・作曲）                                                                          |
| 2025年8月27日  | OCHA NORMA                                        | 女の愛想は武器じゃない/ 学校では教えてくれないこと                                    | EPCE-7950 (zetima/UP-FRONT WORKS)                       | わかってるっつーの! （作詞）                                                                                   |
| 2025年10月8日  | Juice=Juice                                       | 四の五の言わず 颯(さっ)と別れてあげた/ 盛れ!ミ・アモーレ                              | HKCN-50852 (hachama/UP-FRONT WORKS)                     | 盛れ!ミ・アモーレ （作詞・作曲）                                                                               |
| 発売日未定     | M-line Music                                      | We are the M-line                                                                     | -                                                       | We are the M-line （作詞）                                                                                     |

### 未発表曲
- 「君と産業廃棄物」（環境保護ソング）[22]

## タイアップ一覧
| 起用年 | 楽曲           | タイアップ |
| ------ | -------------- | --- |
| 2010年 | リトライアル   | NHK札幌放送局ミニドラマ「夢に向かってがんばるきみへ」テーマ曲                                                                 |
| 2011年 | ツナガル       | さっぽろ地下街TV-CM |
| 2011年 | FAIR WIND      | ヤマハ発動機TV-CM |
| 2012年 | FAIR WIND      | HBC（北海道放送）「北海道NEWS1」エンディングテーマ                                                                            |
| 2012年 | ハルバル       | キタガス（北海道ガス）「天然ガス」TV-CM                                                                                       |
| 2012年 | Snow           | キタガス（北海道ガス）「天然ガス」TV-CM                                                                                       |
| 2012年 | グッデイ       | iTSCOM 109シネマズ劇場CM |
| 2012年 | リトライアル   | アインファーマシーズ TV-CM & 札幌ドームビジョン放映CM                                                                         |
| 2012年 | 1.2.3          | ユニーシェイプアップシューズ                                                                                                  |
| 2012年 | ツナガル       | サンリオ「パティ&ジミー」とのコラボ（イメージ映像に“パティ＆ジミー”が登場し、さらに同作品に山崎あおいも二人の友達として登場） |
| 2012年 | ツナガル       | ヤマハ発動機TV-CM |
| 2012年 | ハナウタ       | チヨダ「セダークレスト＆セダークレスト オレンジスター」CMソング                                                               |
| 2013年 | I LOVE YOU!!   | セブン&アイ・ホールディングスのプライベートブランド「セブンプレミアム」 機能性肌着「ボディクーラー」（レディス） CMソング     |
| 2013年 | 夏海           | セブン&アイ・ホールディングスの夏ギフト CMソング・千葉テレビ放送『ハピはぴ・モーニング〜ハピモ〜』2013年7月エンディングテーマ |
| 2013年 | 恋の予感       | 徳井と後藤と麗しのSHELLYが今夜くらべてみましたエンディングテーマ                                                              |
| 2014年 | ふたりで歩けば | NHKアニメ『団地ともお』エンディングテーマ                                                                                     |
| 2015年 | ふたりで歩けば | NHKアニメ『団地ともお』エンディングテーマ                                                                                     |
| 2018年 | Singing Life   | NHK-FM 「ミュージックライン」 平成30年度12・1月オープニングテーマ                                                             |

## ライブ

### 単独ライブ
- 山崎あおい デビューライブツアー2012　『アオイナツ』 〜ツナガル〜（2012年8月25日 - 9月6日、5公演）[24]
- 山崎あおい 1stワンマンライブツアー2014〜アオイハル〜（2014年3月18日 - 26日、4公演）[25][26]
- 山崎あおい 2ndワンマンライブツアー2015〜センチメンタルストーリー〜（2015年3月4日 - 20日、6公演）[27][28]
- 山崎あおい 3rdワンマンライブツアー2016〜Rinkle-Rinkle〜（2016年3月13日 - 25日、5公演）[29]
- 山崎あおい アコースティックワンマンライブシリーズ 2017〜会いにゆくよ〜（2017年1月13日 - 2月25日、9公演）[30][31]
- 山崎あおい ワンマンライブツアー2017〜梅雨を陰湿にこらしめたいよね〜（2017年6月3日 - 23日、4公演）[32]

### バースデイライブ
- 山崎あおい バースデイライブ 2013『ハタチのアオイナツ』（2013年8月28日・30日、2公演）[33]
- 山崎あおい バースデイライブ「AOI SUMMER CAMP 2014」（2014年8月28日 - 9月6日、5公演）[34][35]
- 山崎あおい バースデイライブ2015 〜Happy LIVE Day with YOU〜（2015年8月28日、東京・SHIBUYA CLUB QUATTRO）[36]
- 山崎あおい バースデイライブ 〜Happy LIVE Day with YOU 2016〜（2016年8月28日、東京・渋谷CLUB QUATTRO）[37]

## 出演

### ラジオ
- Midnight Walking（2013年2月5日 - 2014年3月25日、ZIP-FM）
- 山崎あおいのオールナイトニッポンR（2013年3月9日、ニッポン放送）
- 山崎あおいのオールナイトニッポンモバイル
- 山崎あおいの月極うたバッカ（2014年4月2日 - 4月30日、MBSラジオ）

### ニコニコ生放送
- 『山崎あおいのニコ生でやってみたいこと（案）』(2014年12月19日 - 、不定期、ニコニコ生放送)